# 瞳孔間距離
瞳孔間距離（どうこうかんきょり、英: Pupillary Distance; PDまたは英: interpupillary distance; IPD）とは、右目の瞳孔（黒目）の中心から左目の瞳孔の中心の距離を測ったもの。
個人差があり、また、視認物との距離によっても変化する。